# Mietitrebbiatrice

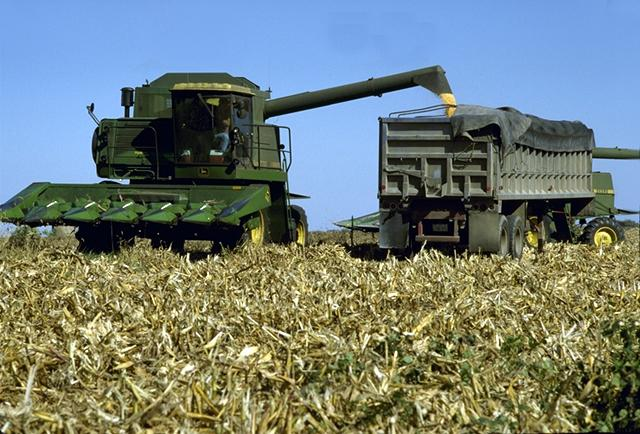
Una mietitrebbiatrice in azione.

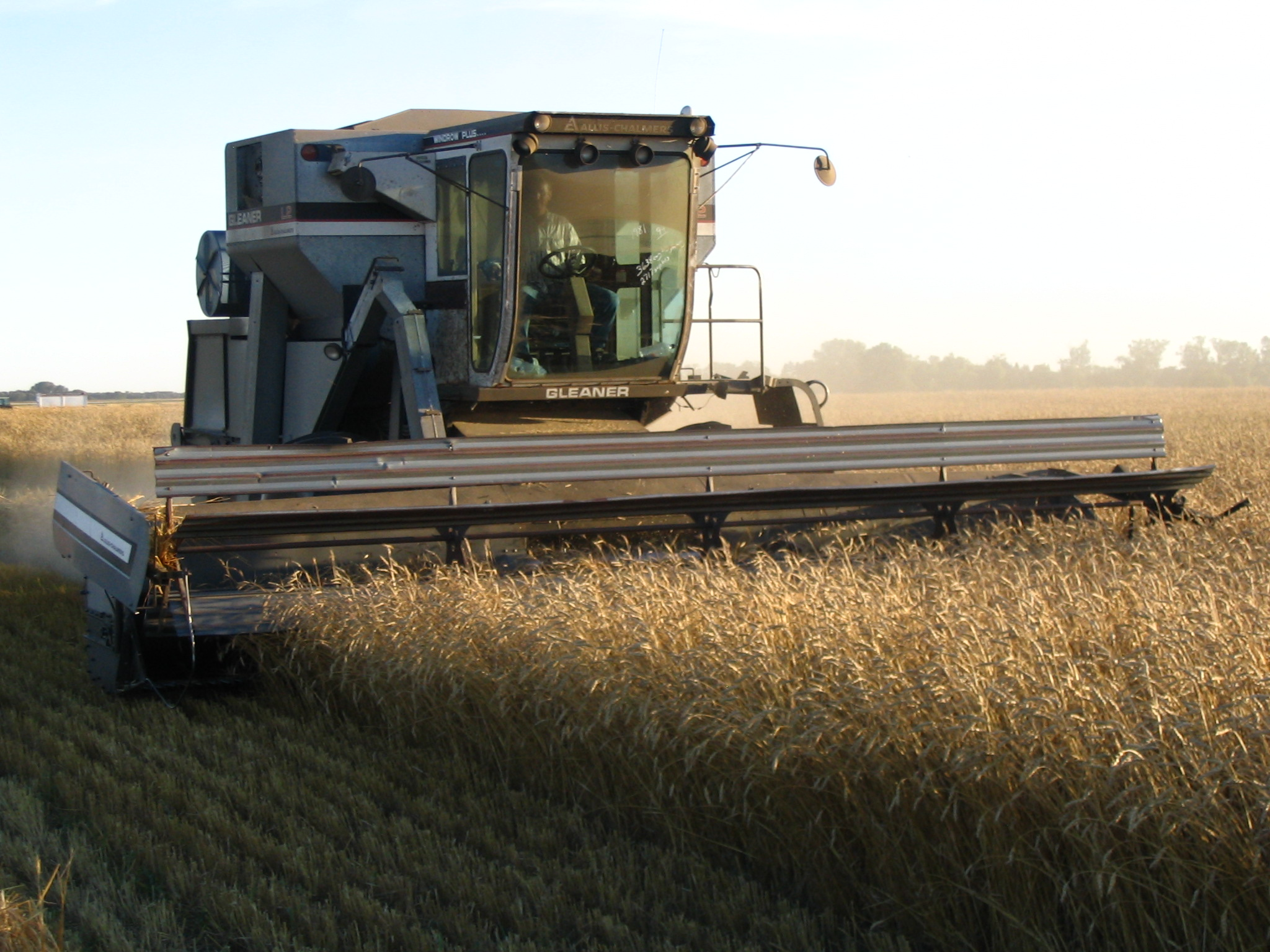
Altro esempio di mietitrebbiatrice.

La mietitrebbiatrice (nota anche come mietitrebbia, mietibatte) è una macchina agricola in grado di mietere ed allo stesso tempo trebbiare vari tipi di colture principalmente cereali e leguminose secche. L'invenzione della mietitrebbia va fatta risalire ai celti e ai romani (durante il periodo della meccanizzazione dell'agricoltura da parte dell'impero romano e dei celti, come confermato da documenti storici, tra cui Plinio il Vecchio nel Naturalis Historia). La prima mietitrebbiatrice meccanica a vapore risale al 1812.

## Descrizione

### Mietitrebbie convenzionali
La più tradizionale si compone principalmente di tre parti: una testata raccoglitrice anteriore, il battitore, e un duplice sistema di pulizia.

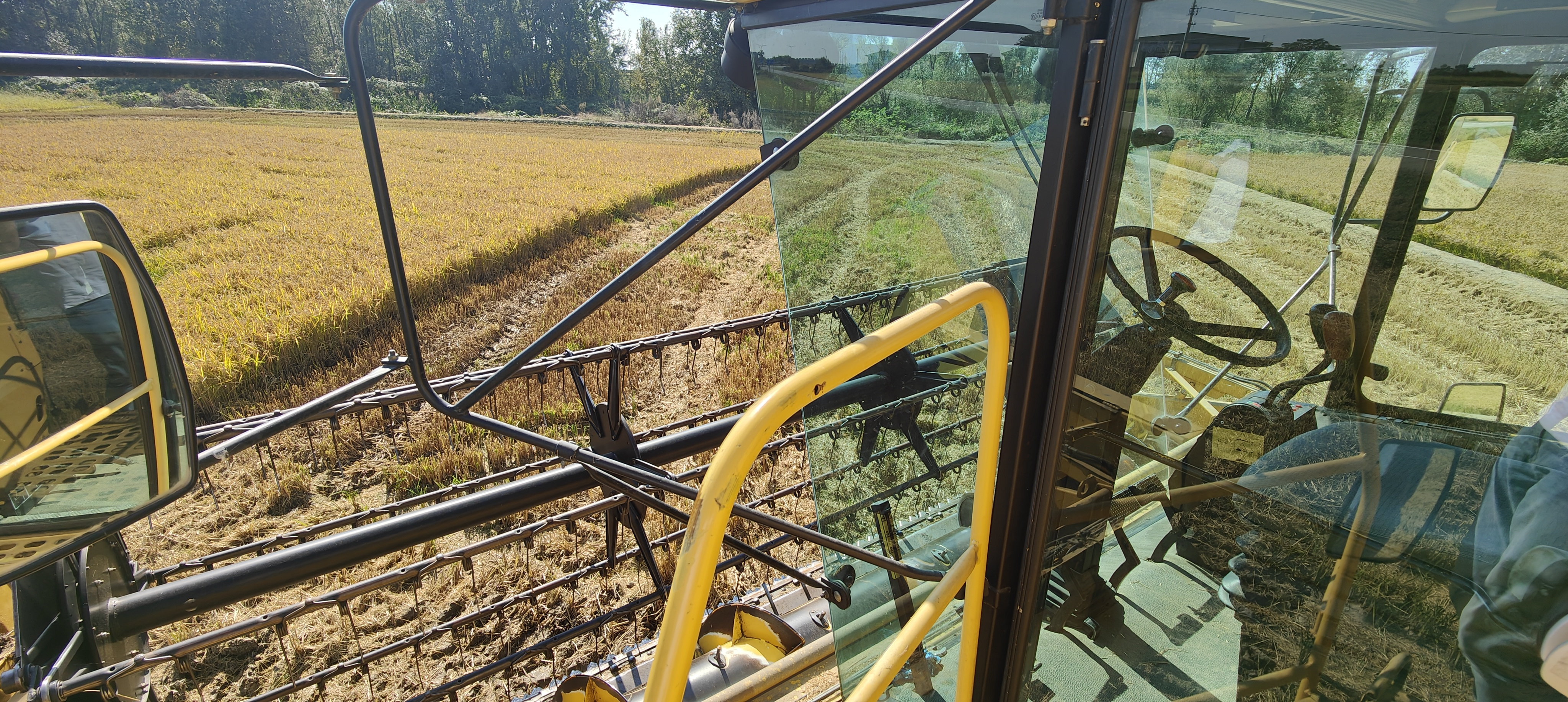
Una mietitrebbiatrice, vista dalla cabina, nei campi attorno ad Asigliano Vercellese nel periodo del raccolto (metà settembre sino ai primi di novembre). La semina, a secondo del tipo di riso, si fa da fine aprile sino a metà maggio

La testata raccoglitrice ha lo scopo di realizzare il distacco dei fusti o delle parti utili di questi, e indirizzare il raccolto verso la parte interna della macchina. Ne esistono di diverso tipo e sono sempre intercambiabili; in particolare esistono testate falcianti generiche (adatte a grano, orzo, soia, triticale, colza, fave e altre colture a fusto esile, realizzano il raccolto tagliando lo stelo e convogliando all'interno della macchina quasi tutta la pianta), testate "spannocchiatrici" per il mais (staccano preferenzialmente le sole spighe o "pannocchie", lasciando a terra il fusto della pianta detto stocco), testate taglianti per colture particolari (come per il girasole, munito di stelo tenace e spesso), testate raccoglitrici per colture già mietute e andanate (adatte alla trebbiatura di colture come il trifoglio o in generale specie erbacee che richiedono un periodo di alcuni giorni di essiccazione spontanea tra il taglio e la trebbiatura).
All'interno del corpo macchina il prodotto incontra il battitore, un tamburo rotante munito di rilievi e avvolto in parte da un controbattitore, struttura fissa a sviluppo semicircolare munita di piccoli rilievi e cavità; il principio di funzionamento risiede nella rotazione che causa la frizione del prodotto raccolto tra battitore e controbattitore, con conseguente disgregazione delle parti munite di granella e separazione di quest'ultima dal resto delle parti vegetali. A valle si determinano quindi due distinti flussi di materiale: uno composto prevalentemente da granella e l'altro prevalentemente da parti vegetali di scarto.
Di seguito si collocano gli apparati di pulizia, distinti per i due flussi; nei modelli convenzionali le parti di scarto sono avviate da apparati scuotipaglia costituiti fondamentalmente da elementi longitudinali di notevole lunghezza a cui è impresso un moto oscillatorio, il cui scopo è di provocare la separazione per gravità della granella residua all'interno degli scarti, i quali vengono progressivamente trasportati all'esterno del corpo macchina dallo stesso movimento oscillatorio, mentre la granella recuperata viene riportata verso il battitore per essere convogliata nel flusso di prevalente granella.
Il flusso composto prevalentemente da granella (originato dal battitore ed in parte dal recuperato degli scuotipaglia) è invece avviato ad un apparato di pulizia differente, situato nelle parti basse del corpo macchina, e composto essenzialmente da due sistemi di vagli vibranti, uno passante e uno no, e da un impianto di ventilazione forzata che asporta le parti di scarto più fini (volatili) e contribuisce al funzionamento efficace dei vagli, garantendo la produzione di un flusso di granella pulita che viene avviato al serbatoio solitamente collocato nella parte alta della macchina.
Gran parte degli apparati interni sono regolabili nel loro funzionamento (velocità di rotazione del battitore, distanza e angolatura tra battitore e controbattitore, intensità del vento, velocità di vibrazione dei vagli) e molte parti risultano intercambiabili (controbattitore e vagli) e disponibili in diverse forme e fatture, a seconda della coltura da trebbiare.
Alcune mietitrebbie montano anche apparati aggiuntivi per la disgregazione e lo spargimento degli scarti, il cui funzionamento può comunque essere inibito qualora siano opportuni usi alternativi degli stessi (ad esempio la paglia di grano ed orzo, così come i residui del mais, possono essere usati negli allevamenti per scopi igienici e come giaciglio per gli animali, oltre che in secondo uso come componente dei letami).

Schema di funzionamento di una mietitrebbiatrice convenzionale:
1 Aspo
2 Barra falciante
3 Convogliatore a coclea
4 Elevatore a nastro
5 Recupero pietre
6 Battitore
7 Controbattitore
8 Scuotipaglia
9 Recupero pietre
10 Ventilatore
11 Primo crivello
12 Secondo crivello
13 Coclea recupero mezze spighe
14 Riciclaggio delle mezze spighe
15 Coclea raccolta granella
16 Tramoggia granella
17 Trinciapaglia
18 Cabina di guida
19 Motore.
20 Spandigranella
21 Lanciapaglia

### Mietitrebbie non convenzionali
Le mietitrebbie non convenzionali adottano sistemi di pulizia diversi da quello tradizionale sopra descritto. Generalmente apparati particolari sono implementati ad integrazione o sostituzione degli scuotipaglia. Il sistema di scuotitura non-convenzionale più diffuso è quello a rotori, composto da uno o due rotori sagomati con nervature a spirale disposti longitudinalmente al corpo macchina ed avvolti da uno o due cilindri fissi grigliati nella parte inferiore.
Il prodotto entra dalla parte anteriore e sospinto dal moto a spirale si muove verso quella posteriore, la rotazione provoca inoltre l'accelerazione centrifuga del materiale attraversante, che provoca l'allontanamento preferenziale verso il cilindro di contenimento delle parti fini e pesanti quali la granella residua, che viene forzata a roteare sulla superficie interna dei cilindri fino a poter fuoriuscire (verso il basso) quando raggiunge la zona forata degli stessi.

## Mietitrebbiatrici autolivellanti

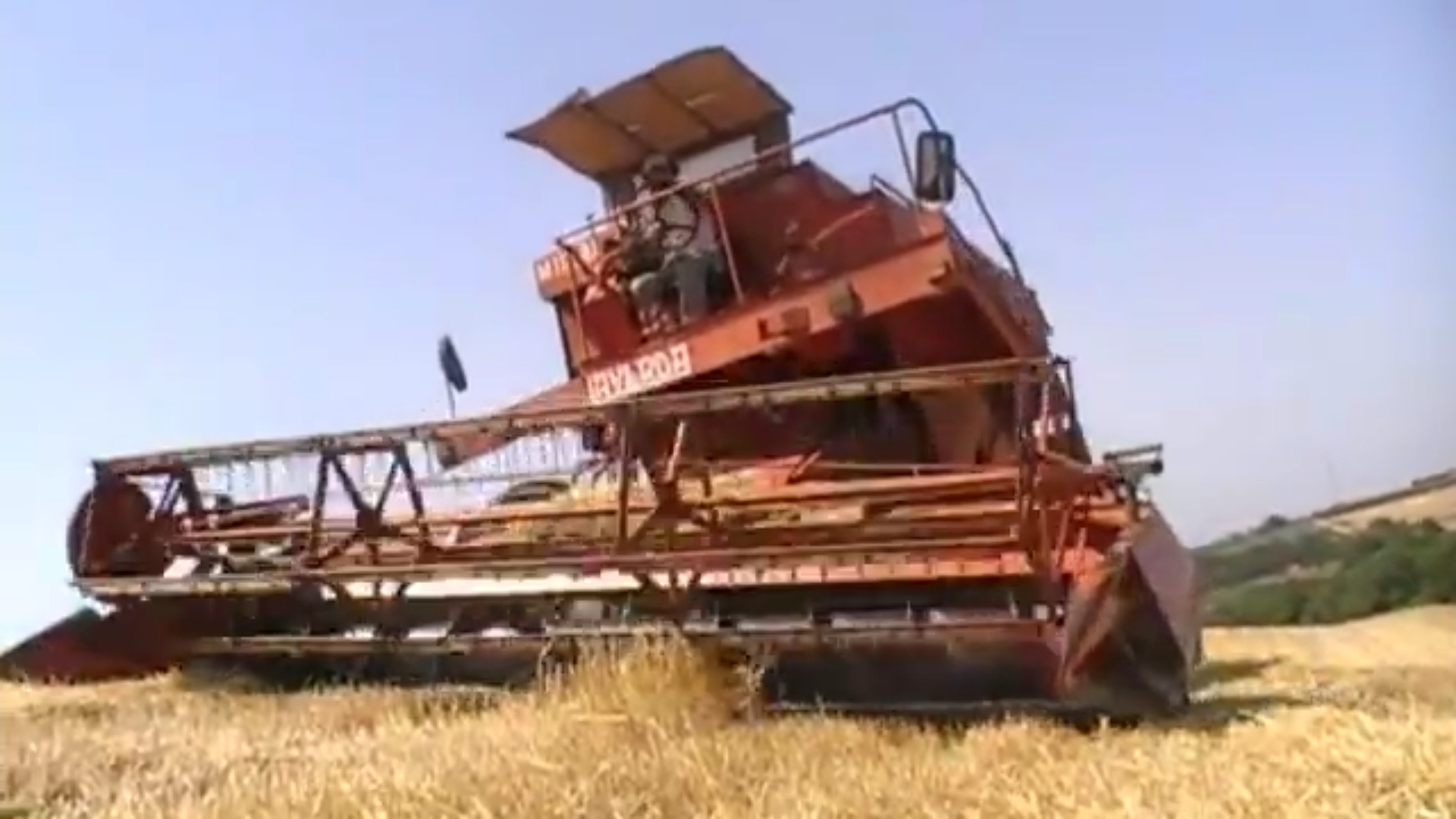
Mietitrebbia autolivellante Laverda M112AL

I dispositivi di pulizia, in particolare i vagli, hanno un efficace funzionamento finché il corpo macchina si trova a lavorare in piano, il che, in termini di granella espulsa con lo scarto e di cattiva pulizia della granella convogliata al serbatoio, rende altamente improduttivo e dispendioso l'utilizzo di mietitrebbiatrici comuni in territori con rilevanti acclività.
Per queste situazioni vengono prodotte e commercializzate particolari mietitrebbiatrici essenzialmente munite di assale anteriore articolato e orientabile nel piano verticale frontale, di assale posteriore flottante nel piano verticale e regolabile in altezza, e testata di taglio rotante nel piano verticale frontale, tutti attuati automaticamente in modo che il corpo macchina si mantenga sempre in condizioni di piano anche durante l'avanzamento su piani inclinati.
Questa soluzione oggi diffusa in tutto il mondo è il frutto di un brevetto italiano di una delle più antiche aziende produttrici di mietitrebbiatrici, l'italiana Laverda S.p.A., fondata nel 1873 da Pietro Laverda.

## Produttori attuali di mietitrebbie
- AGCO Group
  - Challenger
  - Fendt
  - Gleaner
  - Laverda
  - Massey Ferguson
  - Valtra do Brasil
- Same Deutz-Fahr Group
  - Deutz-Fahr
- Claas
- Rostsel’maš (Russia);
- Gomselmash (Bielorussia);
- Sampo Rosenlew
- CNH
  - New Holland
  - Case IH
- John Deere
- Caterpillar
- Metalfor-Araus
- Vassalli Fabril